# Кулско македонско благотворително братство
Кулското македонско благотворително братство „Надежда“ е организация на бежанците от областта Македония, установили се в Кулата, Петричко.

## История
На 13 януари 1926 година братството си избира настоятелство в състав Георги Костов (председател), Мито Кузманов (секретар), Стоян П. Гигов (касиер) и съветници Васил Спасов и Димитър Илиев.